# Mastín afgano
El Mastín afgano es una raza de mastín utilizada desde antiguo para proteger el ganado de las tribus de Afganistán, que también lo utilizaban para resolver disputas por medio de las peleas de estos perros.

## Origen de la raza
El origen de esta raza es el mismo que el del resto de mastines, como los turcos o los tibetanos, la protección del ganado de los rebaños nómadas. 
Además, aunque el origen de la raza está localizado en Afganistán, son muchos los perros que cruzan las fronteras y se cruzan con otras razas dando lugar así a infinidad de variantes.

## Utilización
Los mastines afganos son tremendamente peligrosos y deben ser criados por unos hombres determinados que se especializan en el cuidado y entrenamiento de los canes para la pelea.
Cuando dos tribus afganas se ven enfrentadas por cualquier motivo, cada una de ellas compra uno de estos perros y se les enfrenta en una pelea que casi siempre acaba con la vida de uno de los contrincantes. En la mayoría de los casos, el perro ganador mata a su contrincante; pero si esto no ocurre, lo más probable es que el mastín perdedor sea sacrificado.
Así se zanjan las disputas entre las tribus sin que se produzca derramamiento de sangre humana.

## Características
Los mastines afganos son animales muy peligrosos, ya que poseen poderosos músculos y fuertes mandíbulas. Además no se suelen encontrar perros de esta raza que no hayan sido entrenados y seleccionados en función de sus cualidades para matar.
El pelo de estos animales es atigrado y presentan colas altas y ensortijadas. Debido al hecho de que todos los ejemplares de la raza poseen un pelaje muy parecido, es necesario que en las peleas entre estos perros, los mismos tengan que llevar señales hechas con pintura de diferentes colores situadas en sus colas.